# Mê tín

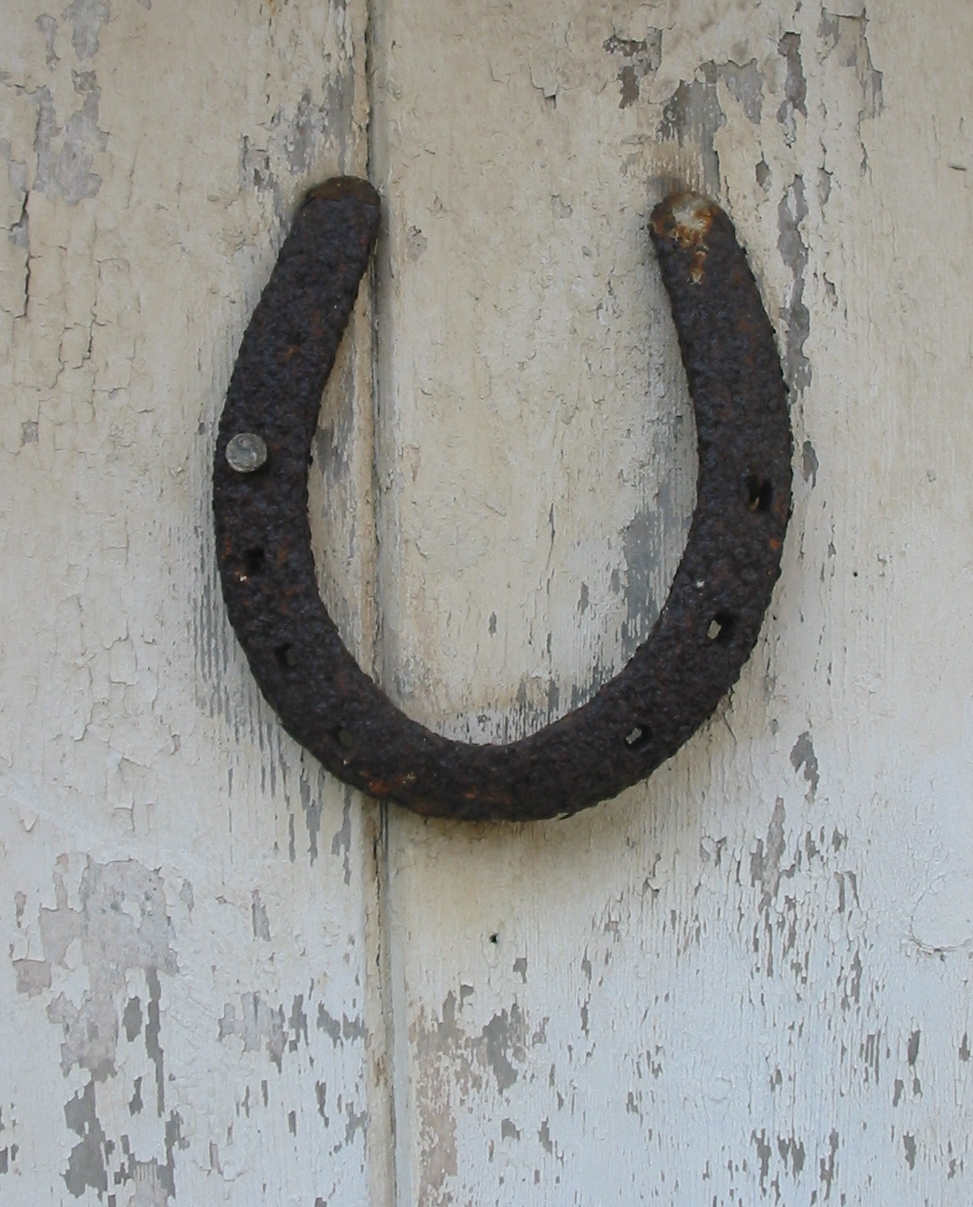
Một cái "móng ngựa may mắn".

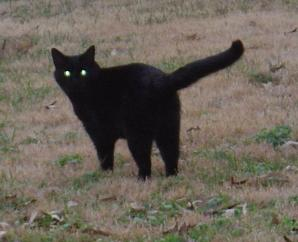
Tùy theo quan niệm riêng của các lãnh thổ mà con mèo này có thể là điềm may hoặc điềm rủi.

Mê tín dị đoan (chữ Hán: 迷信異耑) là một cụm từ chỉ những niềm tin trong một mối quan hệ nhân quả bất kì [ví dụ như người hâm mộ với thần tượng, con cháu với các bậc trưởng bối kính trọng]. Quả thực mê tín là một từ ngữ có xuất phát Hán Việt nhưng hiện nay lại bị khoác một tấm áo tiêu cực. Để hiểu thật sự mê tín là gì chúng ta cần đặt trong ngữ cảnh Hán Việt chính xác của nó: "mê" và "tín", hay "say mê" và "tín tưởng". Đến đây đã dễ hiểu hơn về mê tín: sự say mê một điều gì đó và có tín tâm, sự tin tưởng vào điều đó ở một mức độ lớn. Có nhiều quan điểm cho rẳng: "Mê tín mâu thuẫn với khoa học tự nhiên hay phản khoa học", tuy nhiên ở góc độ lớn hơn mà xét thì mê tín là sự tin tưởng tuyệt đối và không cần sự can thiệp của khoa học.

## Khái niệm
Mê tín dị đoan là tin vào những điều mơ hồ, không phù hợp với lẽ tự nhiên dẫn tới hậu quả xấu cho cá nhân, gia đình, cộng đồng về sức khoẻ, thời gian, tài sản, tính mạng. Như đã phân tích trong khái niệm mê tín nội hàm của mê tín không mang ý nghĩa xấu nhưng khi gắn thêm dị đoan lại có thể có ý nghĩa không tốt, cụ thể ở đây là sự quá say mê, tin vào những điều dị đoan, quỷ dị, ma biến. Điều này tựa như một chiếc áo trắng bị lấm bùn, chiếc áo dẫu trắng bao nhiêu, khi đã lấm bùn thì cũng được xem không khác với bùn. Mê tín dị đoan bao gồm những hành vi ông đồng, bà cốt, tin xin xăm bói quẻ, tin ngày lành tháng dữ, tin số mạng sang hèn, tin coi tay xem tướng, tin cúng sao, cúng hạn, cúng kem, tin thầy bùa thầy chú, tin cầu cúng tai qua nạn khỏi...

## Thế kỷ XVIII
Sự phản đối mê tín dị đoan là mối quan ngại chính của giới trí thức trong thời kỳ thế kỷ 18 Thời kỳ Khai sáng. Các triết gia tại thời điểm đó chế nhạo bất kỳ niềm tin vào phép lạ, mạc khải, ma thuật, hoặc siêu nhiên, là "mê tín dị đoan," và thường bao gồm cũng như nhiều tín lý Kitô Giáo.
Từ này thường được sử dụng để chỉ việc thực hành các hoạt động tôn giáo (ví dụ, Voodoo) khác những điều được xem là bình thường, phổ biến trong một xã hội nhất định (ví dụ, Kitô giáo trong văn hóa phương Tây), mặc dù tôn giáo phổ biến có thể chứa đựng nhiều những niềm tin siêu nhiên không kém. Nó cũng thường được áp dụng cho các niềm tin và tập quán liên quan tới may mắn, lời tiên tri và thần linh, đặc biệt là niềm tin rằng các sự kiện trong tương lai có thể được báo trước bởi các sự kiện cụ thể không liên quan trước đó.